# Scorchy Smith
Scorchy Smith é uma tira de aventura americana criada pelo artista John Terry, que foi publicada de 17 de março de 1930 a 30 de dezembro de 1961.
Scorchy Smith era um piloto freelancer cujas aventuras iniciais o levavam pelos Estados Unidos, enfrentando criminosos e ajudando donzelas em perigo. Mais tarde, Scorchy passou a viajar pelo mundo combatendo espiões e agressões estrangeiras. 

## Histórico
O voo transatlântico de Charles Lindbergh em 1927 aumentou o interesse pela aviação, e junto com outras tiras de aventura ligadas à aviação, Scorchy Smith estreou em 1930, criada por John Terry para a AP Newsfeatures.
Quando Terry desenvolveu tuberculose terminal em 1933, a tira passou a ser produzida por Noel Sickles; sua primeira tira creditada foi publicada em 2 de abril de 1934. Sickles aumentou significativamente a popularidade de Scorchy Smith, que se tornou a principal tira da AP. Seu estilo impressionista e composições cinematográficas, com uso frequente de áreas inteiras de tinta preta e sombreamento com Zipatone, eram radicalmente diferentes de qualquer outro cartunista da época. O domínio de Milton Caniff sobre o meio é frequentemente atribuído às colaborações com Sickles.
Após dois anos trabalhando na tira, Sickles estimava que Scorchy Smith estava sendo publicada em cerca de 250 jornais, o que gerava à agência cerca de 2.500 dólares por mês. Ele recebia apenas 125 dólares por mês, então pediu um aumento à agência. Como não obteve, deixou a tira para tornar-se ilustrador comercial. Sua última tira foi publicada em 24 de outubro de 1936.

### De Sickles a Christman
Bert Christman sucedeu Sickles, começando a escrever e desenhar a tira em 23 de novembro de 1936. Christman, um cartunista que também co-criou o personagem Sandman para a DC Comics, entrou na Marinha dos EUA como cadete de aviação em junho de 1938, renunciando à sua patente três anos depois para se juntar ao Grupo Voluntário Americano, que voaria para a Força Aérea Chinesa. Ele foi abatido, saltou de paraquedas e, no solo, foi metralhado e morto na Birmânia como piloto dos Flying Tigers.
Depois que Christman deixou Scorchy Smith, uma sucessão de artistas cuidou da tira, incluindo Howell Dodd e Frank Robbins, que começaram a desenhar a tira em 22 de maio de 1939. Robbins, que nunca tinha tido um longa-metragem próprio antes, logo desenvolveu uma sólida reputação por criar aventuras em quadrinhos. Uma sequência de guerra ambientada na Rússia atraiu o seguinte comentário. "...realidade formidável: cria a sensação de neve profunda, é cheia de luta amarga e sangrenta". Em 1944, ele foi contratado pelo King Features Syndicate, onde criou Johnny Hazard, outro piloto-aventureiro. A última tira de Robbins foi publicada em 12 de março de 1944.
A tira terminou em 30 de dezembro de 1961. Por muito tempo acreditou-se que Hollingsworth foi o último a produzir tanto as tiras dominicais quanto as diárias, mas fontes online revelaram que George Tuska produziu tiras diárias até 25 de julho de 1959, com o artista da AP John Morris continuando até 1961. Tuska também produziu uma versão dominical em duas faixas até o fim de 1955. A última história desenhada por Tuska em Scorchy Smith foi publicada possivelmente ao mesmo tempo que ele começava seu novo trabalho com Buck Rogers.